# (030) Magazin
Das [030] Magazin (ehemals: [030] Magazin Berlin), dessen Name sich auf die Berliner Telefonvorwahl bezieht, wurde 1994 gegründet. Es bietet aktuelle Infos, Interviews, Beiträge und redaktionelle Tipps aus dem Berliner Stadt- und Nachtleben.

## Geschichte
Das [030] Magazin Berlin (kurz: [030]) erschien von 1994 bis 2015 vierzehntäglich als kostenloses bzw. werbefinanziertes Stadtmagazin. Von 2008 bis 2015 gehörte es zur Zitty Verlag GmbH.
Seit dem 1. Januar 2016 erscheint es im Verlag der Medienagentur [030] Media. Verlags- und Redaktionssitz sind in Ortsteil Prenzlauer Berg. Inhaber und Herausgeber ist der bereits zuvor für [030] als freier Musik- und Programmredakteur tätige Tim Schäfer. Mit der Übernahme zum 1. Januar 2016 erhielt der Online-Auftritt einen kompletten  Relaunch. Seit dem 1. Dezember 2016 erscheint die [030] als monatliches Print-Magazin. Es liegt weiterhin kostenlos an über 150 Ausgabestellen in Berlin aus.